# موریس بروکو
موریس بروکو (فرانسوی: Maurice Brocco‎; ۲۸ ژانویهٔ ۱۸۸۳ – ۲۶ ژوئن ۱۹۶۵) دوچرخه‌سوار اهل فرانسه بود.